# Mount Sterling Tower
Ne doit pas être confondu avec Sterling Mountain Fire Observation Tower and Observer's Cabin.
La Mount Sterling Tower est une tour de guet du comté de Haywood, en Caroline du Nord, aux États-Unis. Située à 1 778 mètres d'altitude au sommet du mont Sterling, dans les monts Great Smoky, elle est protégée au sein du parc national des Great Smoky Mountains. Haute de plus de 18 mètres, cette tour en acier a été construite par le Civilian Conservation Corps en 1933.